# Parafia św. Barbary w Żabikowie
Parafia św. Barbary w Żabikowie – rzymskokatolicka parafia, położona w północno-zachodniej części Lubonia – Żabikowie. Wydzielona została z XIII-wiecznej parafii Św. Floriana w Wirach w 1928 roku. Początkowo jako kościół parafialny służyła jej kaplica Sióstr Służebniczek Maryi, wybudowana w latach 1921–1926. Od 1945 roku rolę tę pełni dawny zbór ewangelicko-unijny.

## Kościół parafialny
Powstały w latach 1908–1912 przy ówczesnym placu Wolności budynek, wzniesiony został przez społeczność wyznania ewangelicko-augsburskiego. Po II wojnie światowej, kiedy kościół trafił w ręce parafii św. Barbary, został odbudowany i przystosowany do celów kultu katolickiego dzięki staraniom parafian i ówczesnego proboszcza, ks. Mariana Tomaszewskiego. W latach 1947–1951, w trakcie przeprowadzania gruntownego remontu, w głównym ołtarzu świątyni umieszczono obraz przedstawiający św. Barbarę, a sklepienie pokryto malowidłami. Również chór został przebudowany i pomniejszony.